# Касыда
Касы́да, касида (араб. قصيدة‎) — твёрдая поэтическая форма народов Ближнего и Среднего Востока, Средней и Южной Азии.
Название происходит от арабского корня, означающего «направляться к цели».
Корни её уходят в ещё доисламскую «джахилийскую» поэзию. Первоначально, протокасыда отражала ту стадию развития словесности, которая занимает промежуточную позицию между фольклором и авторской литературой. Содержание её, тесно связанное с образом жизни араба-бедуина, моделировало представление о его системе ценностей и нормах общественного поведения. В структуре протокасыды сосуществовали в синкретическом виде элементы будущих лирических жанров (любовной, панегирической, дидактико-рефлективной лирики).
Особенности касыды: большой объем (до 200 бейтов), однозвучная рифмовка (по типу «aa ba ca da…») и композиция из пяти частей:
1. лирическое вступление (насиб[англ.])
2. описание чего-либо (васф)
3. путешествие поэта (рахиль)
4. восхваление (касд)
5. самовосхваление (фахр)

Однако это идеальная модель касыды, которая использовалась не так часто и свидетельствовала о профессиональности поэта.
Впоследствии рахиль перестал выделяться как отдельная часть касыды и стал частью касда. В XI—XII вв. появилась философская касыда.
Обязательное упоминание в тексте имён, зачастую — событий и дат делает касыду важным историческим источником.
Сборник, состоящий из семи арабских касыд, называется муаллак. Иногда в такой сборник лучших арабских доисламских произведений включают одну из касыд Аши (570—629).
Первую касыду на новоперсидском языке, видимо, сложил в 809 году персидский поэт Аббас Марвази.